# لويس ودسون
لويس ودسون (بالإنجليزية: Lewis Woodson)‏ هو كاهن أمريكي، ولد في 1806، وتوفي في 1878.